# Ciutat de Jilin
Jilin  és la segona ciutat més gran i antiga capital de la província de Jilin al nord-est de la Xina. Segons el cens de 2020, 3.623.713 persones residien dins la seva àrea administrativa de 27.166,37 km² i 1.895.865 a la seva àrea urbanitzada (o metro) formada per quatre districtes urbans. Una ciutat a nivell de prefectura, és l'única ciutat important a nivell nacional que comparteix el seu nom amb la seva província.
La ciutat de Jilin també és coneguda com la ciutat fluvial a causa del riu Songhua que envolta bona part de la ciutat. El 2007, va ser co-amfitriona dels Jocs Asiàtics d'Hivern.

## Història
La ciutat de Jilin és una de les ciutats més antigues del nord-est de la Xina.
Durant el regnat de l'Emperador Yongle a la dinastia Ming, es van fer esforços per expandir el control Ming per tota Manxúria. Es van construir poderoses flotes fluvials que van navegar diverses vegades des de la ciutat de Jilin, aconseguint que els caps de les tribus locals juressin lleialtat als governants Ming. Poc després de l'establiment de la dinastia Qing dirigida per Manxú, el territori de l'actual Krai de Primórie va ser sotmès a l'administració de Jilin. A mesura que l'Imperi Rus avançava cap a l'est fins a la costa del Pacífic, el govern Qing va ordenar que s'instal·lés aquí una fàbrica de construcció naval el 1661. Jilin es va establir oficialment com a ciutat fort el 1673 quan Anzhuhu (安珠瑚), el tinent general adjunt (副都统), va rebre l'ordre de construir un castell a Jilin. El 1676, el governador militar de Ninguta va ser traslladat a la ciutat de Jilin a causa de la seva ubicació més còmoda i la creixent importància militar, mentre que l'antic tinent general adjunt va ser traslladat en la direcció oposada a Ninguta. Des de llavors, la ciutat de Jilin s'ha desenvolupat a un ritme ràpid. El sobrenom de la ciutat de Jilin és Ciutat del riu (江城), que prové d'una frase 连樯接舰屯江城 d'un poema escrit per l'emperador Kangxi quan visitava la ciutat de Jilin el 1682. Jilin va mantenir la seva importància durant els segles XVIII i XIX com una de les poques ciutats existents més enllà de la Palissada del Sauce, juntament amb Qiqihar, Ninguta i Mukden.
Després que Manchukuo va establir la seva capital a Xinjing (actual Changchun), la importància de la ciutat de Jilin va disminuir. El 1940, la població de Jilin era de 173.624, mentre que la població de Xinjing arribava a 544.202 al mateix temps. Les forces soviètiques van capturar Jilin durant l'operació Tempesta d'agost.
Jilin es va convertir en la capital provincial de la província de Jilin després de l'establiment de la República Popular de la Xina el 1949, fins que Changchun va assumir aquesta posició el 1956.

## Geografia
La ciutat de Jilin, que es troba al centre de la província de Jilin, que abasta des dels 125° 40' fins als 127° 56' de longitud E i 42° 31' fins als 44° 40' de latitud N. Les prefectures veïnes són:
- Harbin, Heilongjiang (N)
- Changchun (O)
- Siping (O)
- Yanbian (E)
- Liaoyuan (S)
- Tonghua (S)
- Baishan (S)

La ciutat de Jilin està situada en una zona muntanyosa prop del riu Sungari. Hi ha quatre muntanyes famoses que envolten la ciutat de Jilin, que és la muntanya del nord a l'oest, la muntanya Long Tan a l'est, la muntanya Zhuque al nord i la muntanya de la tortuga al sud, a més del riu Songhua, que forma un bagua en el patró de Taiji. La muntanya del nord, anomenada Beishan, és la muntanya més famosa de la ciutat de Jilin i acull diversos temples budistes. Segons informa, l'emperador Qianlong va visitar la muntanya.

### Clima

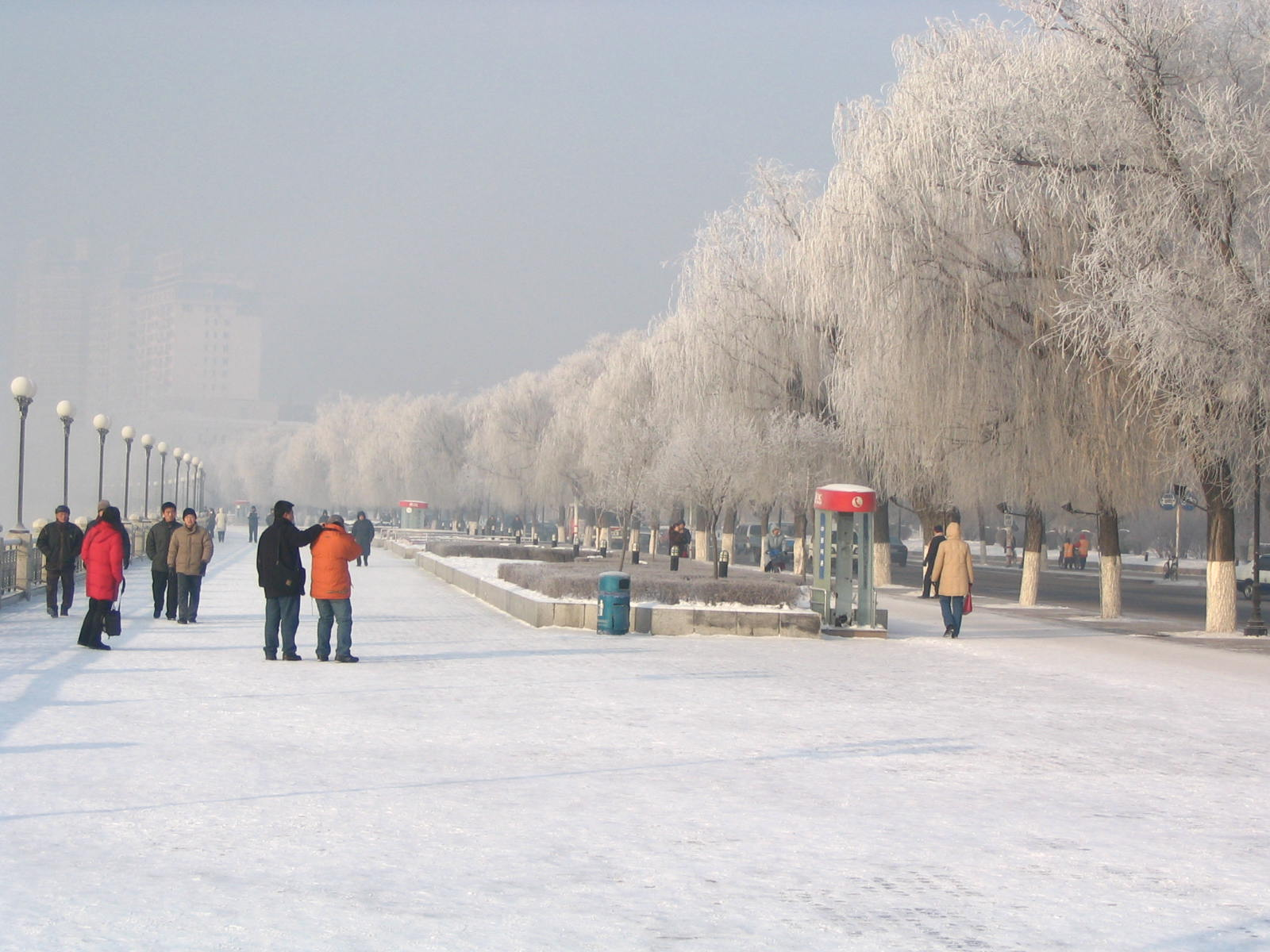
Neu a la ciutat de Jilin

La ciutat de Jilin té un clima continental humit de quatre estacions, influït pel monsó (Köppen Dwa). Els hiverns són llargs (de novembre a març), freds i ventosos, però secs, a causa de la influència de l'anticicló siberià, amb una temperatura mitjana de gener de −15,4°C . La primavera i la tardor són períodes de transició una mica curts, amb algunes precipitacions, però solen ser secs i ventosos. Els estius són calorosos i humits, amb un vent dominant del sud-est a causa del monsó d'Àsia oriental; La mitjana de juliol és 23,3°C. La neu sol ser lleugera durant l'hivern i les pluges anuals es concentren molt de juny a agost.

### Problemes ambientals

#### 2005 Contaminació per benzè de Jilin
Les explosions de la planta química de Jilin van ser una sèrie d'explosions que es van produir el 13 de novembre de 2005 a la planta petroquímica número 101 de la ciutat de Jilin, i van matar sis persones. L'explosió va contaminar greument el riu Sungari, amb unes 100 tones de contaminants que contenien benzè i nitrobenzè entrant al riu. El nivell de benzè registrat es va situar en un punt 108 vegades per sobre dels nivells de seguretat nacionals. Això va fer que les grans ciutats aigües avall, com Harbin, Songyuan i Khabarovsk, suspenguessin el subministrament d'aigua durant gairebé una setmana. Els líders xinesos més tard van haver de demanar disculpes al govern rus per la seva gestió de l'incident, ja que els contaminants finalment van desembocar al riu Amur (Heilong), el principal riu fronterer entre la Xina i Rússia.

#### 2010 Inundacions i contaminació de Jilin
Jilin va ser una de les regions més afectades de la Xina per les pluges i esllavissades de terra a les inundacions de l'estiu de 2010 a la Xina. El 28 de juliol de 2010, diversos milers de barrils, que contenien productes químics tòxics com el clorur de trimetilsilil i l'hexametildisiloxà, uns 170 kg d'una substància verinosa en cadascun, van ser arrossegats al Sungari per les inundacions de dues plantes químiques amb seu a Jilin. Hi va haver informes que alguns barrils van explotar en contacte amb l'aigua. A última hora de la tarda de l'1 d'agost, s'havien recuperat del riu 6.387 barrils. Els funcionaris van afirmar que les proves mostren que l'aigua del riu continua sent potable. Tres soldats de l'Exèrcit Popular d'Alliberament a Jilin es van ofegar després de treballar per retirar els barrils i controlar les inundacions. La presa de Dahe, al municipi de Changshan, es va trencar el 28 de juliol, vessant 4 milions de m 3 d'aigua, destruint cinc pobles aigües avall i deixant 40 persones mortes o desaparegudes. Més de 100 van morir o desapareguts després que les inundacions van devastar la prefectura de Jilin. Els treballadors van començar a reparar cinquanta-un petits embassaments danyats i a fortificar les ribes dels rius a la província després que el riu Songhua va augmentar a nivells dues vegades més alts del normal.

## Turisme

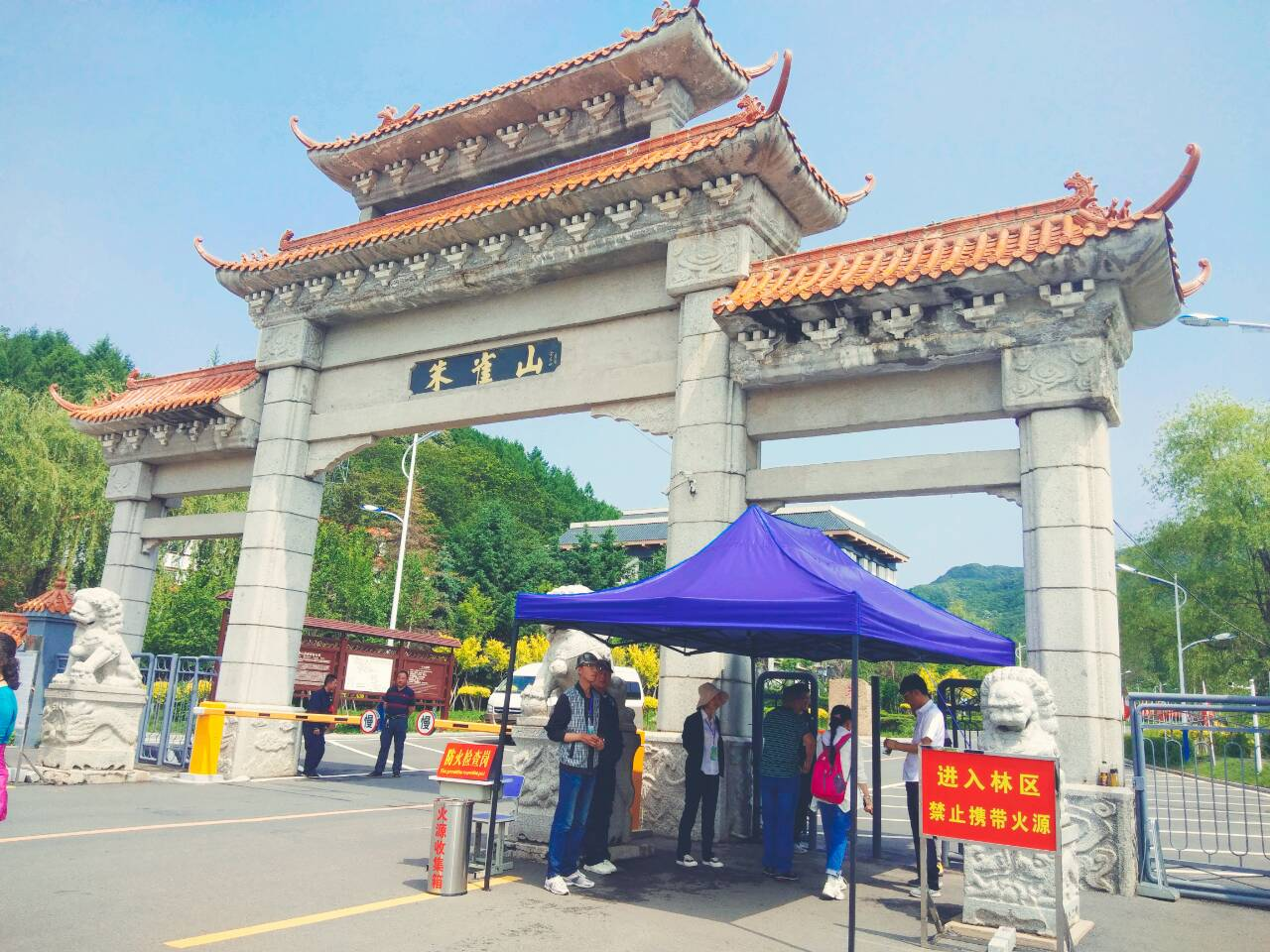
Parc Nacional de Zhuqueshan

La ciutat de Jilin és una destinació popular per als turistes que venen cada hivern per veure el magnífic gel de roca (雾凇;霧凇) als arbres a la vora del riu Songhua (el riu és l'únic riu de la regió que no es congela a l'hivern) . El gel d'escarna és un fenomen natural que es produeix cada any durant els mesos de gener i febrer. És el resultat del vapor d'aigua que puja des del càlid riu Songhua per trobar-se amb el fred a -20°C de l'aire nocturn, provocant la cristal·lització del vapor d'aigua a les branques dels salzes.
Atraccions:
- Museu del Meteorit (meteorit pedregós més gran d'una caiguda de meteorit documentada)
- Parc North Hill (Beishan en xinès) (al nord-oest de Jilin)
- Dragon Pool Mountain Park
- Llac Songhua (al sud-est de Jilin)
- Wulajie (乌拉街; antigament també transcrit com Wulakai[11] ) Ciutat Vella (44°05′N 126°28′E), una ciutat emmurallada de la dinastia Qing al districte de Longtan, a la riba est del riu Sungari aigües avall de la principal àrea urbana de Jilin. El lloc va ser el centre de recollida de productes locals a la cort imperial durant la dinastia Qing.[13] El 1682 —quan, segons Ferdinand Verbiest, Wulajie (Ula) era «la ciutat més il·lustre de tota la província»—, el mateix emperador Kangxi va visitar el lloc per gaudir de la pesca d'esturions.[14] En aquests dies, una escola pública propera és una de les poques escoles del país on s'ensenya alguns manxú.[15][16]

## Relacions internacionals
La ciutat de Jilin està agermanada amb:
- Nakhodka Primorsky Krai, Russia (1991)
- Spokane, Washington, United States
- Cherkasy, Cherkasy Oblast, Ukraine
- Östersund, Jämtland, Sweden
- Volgograd, Volgograd Oblast, Russia
- Yamagata, Yamagata Prefecture, Japan[12]
- Chongjin, North Hamgyong, North Korea[13]